# Arul Shankar
Arul Shankar () é um matemático indiano, professor da Universidade de Toronto. Especialista em teoria dos números, mais especificamente em estatística aritmética.
Obteve um PhD na Universidade de Princeton em 2012, orientado por Manjul Bhargava, com a tese The Average Rank of Elliptic Curves over Number Fields. Shankar é conhecido por seu trabalho com Manjul Bhargava, estabelecendo incondicionalmente que a classificação média das curvas elípticas é limitada quando ordenada pela altura clássica (ou ingênua, em inglês:  naive height) por {\displaystyle 1,5}  e {\displaystyle 1,17}  respectivamente.
Em 2018 recebeu uma Sloan Research Fellowship, uma das mais prestigiosas bolsas de pesquisa para início de carreira disponível para matemáticos.